# 張蓉蓉
張蓉蓉（1963年11月25日—），台灣知名台語女歌手。出身新竹眷村，父親山東人，母親雲林人，唱風以「那卡西」風格為主，因此有「那卡西天后」之稱，現在已淡出演藝圈。

## 經歷
五歲時已經想當歌星，但不太會讀書。兒時家庭經濟非常有限，父親透過家訪跟電視廣告相中強調公費的國立復興戲劇學校。該學校要求唱戲曲，但想留住本嗓為歌星夢鋪路選擇唱老生。高二參加報紙的歌唱訓練班，但起初一個學期只有500塊(只能坐車從家裡來回)，加上不會台語，只能在每個禮拜六、禮拜天幫駐唱餐廳做雜。不久獲得培訓，但完全不懂基礎樂理(一小節有幾拍也不曉得)，也不太知道該環境應有的穿搭和唱法。雖然有陸續幫駐唱歌手代班，收到車馬費，但因為其打扮跟唱法令客人議論紛紛而被解僱。
十九歲畢業後正式展開駐唱生涯。二十幾歲嫁給駐唱餐廳的主管，但因為他的好賭跟任性與他離婚。之後，她帶著女兒跑場往返西餐廳、鋼琴酒吧、酒店、夜總會，再度展開駐唱生涯。駐唱生涯後期相當不順遂，除了要單獨照顧女兒，SARS跟掃黃行動讓她賺不到錢，老本吃剩兩位數字。在豪記唱片的子公司上雅唱片，幾年來發行過國台語雙聲帶翻唱專輯，市場反應不錯，但歌紅人不紅，因為她不願意公開自己的模樣，直到出了個人專輯才可以。
加入豪記唱片公司之後，為她打造首張專輯《夜總會》，此時讓許多忠實聽眾感到驚喜，因為看到了以前上雅時期口水歌專輯的主唱者是長什麼樣子，因此主打歌稱霸中南部夜總會等國標舞場，大賣二十多萬張，終於讓她的人也浮出檯面。其後發行的每張個人專輯的銷售量都到六位數字，可見她的歌藝非常精深。2020年，在個人臉書透露有了退休打算，結束與豪記唱片這15年以來的合作。

## 音樂作品

### 口水歌專輯
在駐唱期間，在雅鸝唱片發行了一張翻唱專輯，當時藝名為「張容容」，其後在上雅視聽錄了超過400首台語翻唱歌曲。其中最大的特色為自己獨特的歌聲再搭配那卡西風編曲，也就是電子合成音樂。專輯受到夜市、計程車司機等族群喜愛。除《那卡西專輯》由劉清池編曲外，其餘都是王志雄操刀，他也為之後在豪記發行的個人專輯編曲。確實發行時間不可考，但可以從當年流行的每一首歌曲原先的發行日期推算。
| 推算發行時間 | 專輯名稱                | 曲目 |
| ------------ | ----------------------- | --- |
| 1995年春季   | 《那卡西專輯》          | 曲目 1. 總是夢見你 2. 為你走天涯 3. 可憐戀花再會吧 4. 無緣做你去 5. 難忘也是你 6. 失戀的藥方 7. 傷心的腳步聲 8. 春夢總是空 9. 痛心的愛 10. 送君情淚 11. 想你 12. 情淚滴濕阮的心                                          |
| 1995年夏季   | 《台語KTV現場點播曲1》  | 曲目 1. 煙酒 2. 咱的愛情 3. 霧 4. Call In 你的心 5. 過去乾杯 6. 為你心碎心痛心悶啦 7. 絕情夢 8. 台灣話 9. 媽媽你無對我講 10. 姐妹 11. 我甘願為你吃苦 12. 酒是舞伴你是性命                                                |
| 1995年秋季   | 《台語KTV現場點播曲2》  | 曲目 1. 牽手 2. 海波浪 3. 夢中情 4. 再會啦心愛的無緣的人 5. 真心變無心 6. 一帆風順 7. 故鄉的黃昏 8. 傷過心的人 9. 愛你一世人 10. 心酸講無話 11. 情路惦惦走 12. 你惦我心內尚深的所在                                      |
| 1995年冬季   | 《台語KTV現場點播曲3》  | 曲目 1. 愛情限時批 2. 愛人醉落去 3. 唱一首故鄉的月 4. 含淚跳恰恰 5. 抹凍結局的愛 6. 空笑夢 7. 嫁妝 8. 醉醉醉 9. 前世注定 10. 離別的苦酒 11. 放阮一個人 12. 鼓聲若響                                                      |
| 1996年初     | 《台語KTV現場點播曲4》  | 曲目 1. 等待的心情 2. 情難斷夢袂醒 3. 廟會 4. 福氣啦 5. 再見車站 6. 天公疼憨人 7. 隨緣 8. 三角戀 9. 不通將阮放 10. 感謝你的愛 11. 一世人乎天知影 12. 世間                                                                |
| 1996年中     | 《台語KTV現場點播曲5》  | 曲目 1. 愛作夢的查某囡仔 2. 再相逢 3. 陀螺 4. 是我太軟心 5. 苦酒落喉 6. 算命 7. 一切沒問題 8. 我的選擇猶原是你 9. 不由自己 10. 愛甲心痛 11. 傷心歌傷心肝 12. 多情                                                        |
| 1996年終     | 《台語KTV現場點播曲6》  | 曲目 1. 無人熟識 2. 乎我醉 3. 愛你無罪 4. 愛抹落心 5. 飄浪之女 6. 人生親像夢 7. 祈禱你平安 8. 傷心的歌 9. 愛你到老 10. 心落雪 11. 阮的最愛 12. 小雨小雨                                                                  |
| 1997年春季   | 《台語KTV現場點播曲7》  | 曲目 1. 愛情先天免疫 2. 最佳男主角 3. 情人變朋友 4. 自從愛著你 5. 菅芒 6. 孤單 7. 前世緣 8. 空笑夢 9. 思念你的心肝你敢知 10. 孤鳥 11. 愛的勇氣 12. 心在故鄉                                                              |
| 1997年夏季   | 《台語KTV現場點播曲8》  | 曲目 1. 心愛的別走 2. 夢你的夢 3. 愛來愛去 4. 愛情看透透 5. 秋雨彼一暝 6. 英雄難過美人關 (VS謝文德) 7. 軟心肝 8. 想要跟你飛 9. 我不是無情的人 10. 喘氣也悲傷 11. 疼你入心 12. 人生萬里路                                 |
| 1997年秋季   | 《台語KTV現場點播曲9》  | 曲目 1. 望無夢中人 2. 舊情人 3. 成全我的愛 4. 愛情切啦 5. 愛你無條件 6. 我是無心的人 7. 拒絕往來 8. 燕仔你是飛去叨 9. 宿命 10. 花言巧語 11. 若是聽人講 12. 感情放水流                                                    |
| 1997年冬季   | 《台語KTV現場點播曲10》 | 曲目 1. 爽就免歹勢 2. 安鎖咧 3. 正確的路 4. 燒酒透咖啡 5. 流浪到淡水 6. 變變變 7. 有情的人愛著無緣的人 8. 痴情台西港 9. 出外的囝仔 10. 好歹攏是命 11. 痴情男兒 12. 約束 13. 補破網 14. 甘願                              |
| 1998年初     | 《台語KTV點歌大排行1》  | 曲目 1. 世界第一等 2. 錢歹賺 3. 愛到才知痛 4. 青春戀夢 5. 認份 6. 甭擱憨 7. 雨傘情 8. 心愛等一下 9. 感情像大風颱 10. 感情用一半 11. 他鄉的雨 12. 愛情這呢苦                                                              |
| 1998年中     | 《台語KTV點歌大排行2》  | 曲目 1. 漂浪 2. 心愛的再會啦 3. 笑笑看一切 4. 夢中人 5. 尚愛的人 6. 五月十一彼下埔 7. 青春美夢 8. 往事如煙 9. 七夕情 10. 由在你安排 11. 傷情過路人 12. 心情妝水水                                                        |
| 1998年終     | 《新台灣歌曲1》         | 曲目 1. 一切攏是命 2. 等待春天 3. 放抹落彼個人 4. 冬天過了是春天 (VS謝文德) 5. 思鄉情歌 6. 再會啦故鄉 7. 一個人的心事 8. 愛人的目屎 9. 最後的夜都市 10. 苦是無塊換 11. 三暝三日 12. 心事千萬條                           |
| 1999年       | 《新台灣歌曲2》         | 曲目 1. 半醉半清醒 2. 命運不是咱決定 3. 月娘啊！聽我講 (VS謝文德) 4. 來去夏威夷 5. 長頭髮 6. 無情人請你離開 7. 戀愛狂想曲 8. 心愛的甭哭 9. 你甘擱會想起我 10. 感謝無情人 11. 夢中之歌 12. 甘講你嘸知                     |
| 2000年前半   | 《新台灣歌曲3》         | 曲目 1. 無月亮的中秋暝 2. 恁姊仔住市內 3. 心肝親像鐵 4. 吃飽抹 (VS高向鵬) 5. 幸福人生靠甲治 6. (勿愛)問阮的名 7. 有夢你會紅 8. 傷心第四台 9. 可憐的鴛鴦 10. 我若變好額 11. 啞巴情歌 12. 幸福進行曲                       |
| 2000年後半   | 《新台灣歌曲4》         | 曲目 1. 風吹風吹 2. 迫迌人的目屎 3. 鼓聲若響 4. 無你卡快活 5. 一切甘是天意 6. 純情青春夢 7. 想要甲你同枕頭 (VS高向鵬) 8. 尚愛的人傷我尚重 9. 有你的城市 10. 歌壇 11. 多桑 12. 最後火車站                                 |
| 2001年後半   | 《新台灣歌曲5》         | 曲目 1. 一嘴乾一杯 2. 溫暖的山雪 3. 看破 4. 紅燈酒館 5. 家後 6. 舞池 7. 愛到無命不知驚 8. 風塊哭 9. 歡喜跳恰恰 10. 水雲煙 11. 痴情的下場是什麼 12. 無緣的愛                                                              |
| 2002年後半   | 《新台灣歌曲6》         | 曲目 1. 世間情 (VS謝文德) 2. 海波浪 (VS謝文德) 3. 命運簿 4. 紅花青葉 5. 半包煙 6. 月娘島有我在等你 7. 愛你好不好 (VS謝文德) 8. 男人情女人心 (VS謝文德) 9. 無緣的酒 10. 人 (江山樓片尾曲) 11. 命中注定 12. 春天哪會這呢寒 |
| 2003年後半   | 《新台灣歌曲7》         | 曲目 1. 夢中的情話 (VS謝文德) 2. 情深深 (VS謝文德) 3. 一生只有你 4. 心愛走天涯 (VS謝文德) 5. 非常女 6. 傷心的你 7. 愛你的記號 (VS謝文德) 8. 可恨的愛人 9. 今仔日 10. 酒樓小夜曲 11. 靠站 12. 藝界人生                    |

### 個人專輯
| 發行日期   | 專輯名稱              | 曲目 |
| ---------- | --------------------- | --- |
| 2005年7月  | 《夜總會》            | 曲目 曲2-12為翻唱歌曲 1.夜總會 2.蝴蝶夢 (VS傅振輝) 3.愛著啊 (VS傅振輝) 4.想厝的人 5.情深深 (VS傅振輝) 6.一生只有你 7.夢中的情話 (VS江志豐) 8.男人情女人心 (VS傅振輝) 9.爽到你艱苦到我 10.See You 阿囉哈 11.阿郎 (VS傅振輝) 12.世間情 (VS傅振輝) 13.無你我無嫁 14.心疼的腳步 15.斷線的相思 16.夜總會(Kala) |
| 2005年7月  | 《傷心戀情》          | 曲目 曲2-12為翻唱歌曲 1.傷心戀情 2.思相枝 3.意難忘 4.問花 5.世間人 (VS傅振輝) 6.紙雲煙 7.異鄉悲戀夢 8.家後 9.愛甲超過 10.海波浪 (VS傅振輝) 11.再會啦車站 12.無你卡快活 13.望春天 14.多情的人 15.心痛的滋味 16.傷心戀情(Kala)                                                                              |
| 2006年4月  | 《堅強》              | 曲目 曲5-11為翻唱歌曲 1.堅強 2.青春賭緣分 3.永遠懷念你 4.放乎醉 5.送行 6.故鄉的地圖 7.妝乎水水 8.世間事 (VS江志豐) 9.重出江湖 10.純情紅玫瑰 (VS江志豐) 11.相逢 (VS江志豐) 12.醉鳳 13.醉夢一生 14.青春戀夢                                                                                                 |
| 2006年4月  | 《雨中情》            | 曲目 曲5-10為翻唱歌曲 1.雨中情 2.有情人 3.走唱的心聲 4.雙雙飛 5.綿綿舊情 6.真愛只有你 (VS江志豐) 7.堅持 8.請你麥擱卡 9.我的阿娜達 10.漂泊的愛 (VS江志豐) 11.不甘嘛無效 12.要去做你去 13.你咁有真心愛過 14.一切攏順利                                                                                      |
| 2007年1月  | 《望美夢》            | 曲目 曲5-8為翻唱歌曲 1.望美夢 2.愛甲心畏寒 3.薄命 4.往事痛心肝 5.今生最愛的人 6.美麗的錯誤 (VS楊哲) 7.等你 8.一切隨緣 9.孤單影 10.戲棚情 11.行路有風 12.情絲 |
| 2007年1月  | 《無情不是阮的名》    | 曲目 曲5-8為翻唱歌曲 1.無情不是阮的名 2.乾拜 3.愛的希望 4.分手 5.風中的玫瑰 6.思念喲 (VS楊哲) 7.愛了無後悔 (VS楊哲) 8.人生的歌 9.重溫舊夢 10.空中小姐 11.深情難忍 12.雪中月 |
| 2007年10月 | 《心愛再會啦》        | 曲目 曲5-9為翻唱歌曲 1.心愛再會啦 2.青春夢 3.春雨思情 4.月中圓 5.我問天 6.錯愛 7.再生緣 8.因為你的愛 9.愛你袂變心 10.伴你過一生 11.大風吹 12.一切由在天 |
| 2007年10月 | 《鏡中情》            | 曲目 曲5-9為翻唱歌曲 1.鏡中情 2.擱在醉 3.做你去 4.將阮放袂記 5.一生的愛 6.人生路 7.夢醒在三更 8.我愛你(愛伊希地魯) 9.愛你愛伊 10.心海 11.甲你無搏 12.體貼 |
| 2008年6月  | 《夢中仙》            | 曲目 曲5-9為翻唱歌曲 1.夢中仙 2.一種人一種味 3.綿綿戀愛夢 4.阮的戀夢 5.迷魂香 6.今生今世 (VS高向鵬) 7.力量 8.心疼 9.只有來認命 (VS高向鵬) 10.愛到最後無撇步 11.腳印 12.啥米攏給你 |
| 2008年6月  | 《衝衝衝》            | 曲目 曲5-9為翻唱歌曲 1.衝衝衝 2.玫瑰人生 3.酒中愁 4.番仔火 5.只愛你一個 6.飄浪一生 7.手中情 8.走馬燈的愛情 9.千年萬年 (VS高向鵬) 10.思鄉的出外人 11.咖啡 12.姻緣簽 |
| 2009年7月  | 《傷心的探戈》        | 曲目 曲5-10為翻唱歌曲 1.傷心的探戈 2.是你虧欠我 3.鐵心肝 4.醉袂醒 5.活是為著你 (VS許志豪) 6.愛情 7.行棋 8.三生石 (VS許志豪) 9.今生為你 10.後悔啦 11.憨人 12.海茫茫情茫茫 |
| 2009年7月  | 《思念無藥醫》        | 曲目 曲5-10為翻唱歌曲 1.思念無藥醫 2.小吃部 3.勇 4.相逢等何時 5.珍惜 6.舊情 7.後一站 8.買醉的人 9.一段情 10.愛無後悔 (VS許志豪) 11.情海冰山 12.無彩 |
| 2010年11月 | 《走若飛》            | 曲目 1.總是一場夢 2.走若飛(VS蔡義德) 3.結果 4.風塵路 5.落花淚(VS李明洋) 6.不曾說愛你 7.不能講的秘密 8.異城的城市(VS許志豪) 9.用心 10.尚水的伴 11.望鄉 12.走若飛(Kala) |
| 2010年12月 | 《張蓉蓉-精選集》     | 曲目 1.雙雙飛 2.思念無藥醫 3.小吃部 4.夢中仙 5.鏡中情 6.堅強 7.夜總會 8.傷心戀情 9.望春天 10.無你我無嫁 11.走唱的心聲 12.永遠懷念你 13.放伊飛(新歌) 14.我心愛的人(新歌) 15.失落的情(新歌) 16.痴情酒(新歌)                                                                                                 |
| 2011年10月 | 《故鄉的愛》          | 曲目 1.白賊無影 2.故鄉的愛(&蔡義德) 3.月夜之戀(&吳俊宏) 4.無言的眼淚(&李明洋) 5.命運的出帆 6.天若有情 7.約會 8.望天疼惜 9.一帆風順 10.故鄉的愛(獨唱版) |
| 2011年12月 | 《天地問相思 經典集》 | 曲目 1.天地問相思(&李明洋) 2.走若飛(&蔡義德) 3.無情不是阮的名 4.衝衝衝 5.望美夢 6.傷心的探戈 7.心愛再會啦 8.雨中情 9.青春夢 10.綿綿戀愛夢 11.腳印 12.咖啡 13.情批(新) 14.愛情路(新) 15.踏無到底(新) 16.痴情賺醉(新)                                                                                       |
| 2012年8月  | 《戀戀那卡西》        | 曲目 1.戀戀那卡西 2.女人啊 3.愛的巢 4.情人夢 5.歡喜才通醉 6.鬥陣的 7.冷心肝 8.多情被人欺 9.可恨可愛的人 10.再會啦再會啦 |
| 2013年9月  | 《愛的記號》          | 曲目 1.純情 2.愛的記號 3.茫茫夢都市 4.辜不衷 5.鐵打的6.做伴 7.鴛鴦夢 8.新暗淡的月 9.薄情的人 10.大船 |
| 2015年4月  | 《多情玫瑰》          | 曲目 1.多情玫瑰 2.美麗娜魯灣 3.等啊等 4.送你一句話 5.真心愛你 6.如夢令 7.天燈啊(國) 8.多情的阿那答 9.尚美麗 10.隨人 |
| 2016年7月  | 《追心肝》            | 曲目 1.追心肝 2.誠懇鬥陣(& 莊振凱) 3.甘甜的愛 4.夢中的人 5.快樂的舞池 6.戀愛味 7.難忘台西港 8.救世間 |
| 2017年4月  | 《春天的風》          | 曲目 1.一定贏 2.春天的風 3.胭脂味 4.赤崁樓之戀 5.苦澀黑咖啡 6.情路看破 7.一芯三葉 8.夢中恰恰 |
| 2018年3月  | 《為情所害》          | 曲目 1.阮的查埔人 2.為情所害(三立 戲說台灣 片尾曲) 3.感情相偎 4.大甲溪邊 5.註定的命 6.幸福的大門 7.想你的時陣 8.懷念的小巷 |
| 2019年5月  | 《人生要隨緣》        | 曲目 1.人生要隨緣 2.別怕痛(& 楊哲) 3.約會啦 4.傷心北海岸 5.懷念夜港邊 6.無緣的夢 7.陪我喝一杯 8.隨緣咱尚水 |

## 參與合唱其他歌手專輯歌曲
| 發行日 | 合唱歌曲     | 歌曲MV       | 對唱歌手 | 專輯名稱     | 唱片公司 |
| ------ | ------------ | ------------ | -------- | ------------ | -------- |
| 2005年 | 〈海誓山盟〉 | 〈海誓山盟〉 | 傅振輝   | 《海誓山盟》 | 豪記唱片 |
| 2008年 | 〈問世間 〉  | 〈問世間 〉  | 高向鵬   | 《問世間》   | 豪記唱片 |
| 2008年 | 〈情綿綿〉   | 〈情綿綿 〉  | 高向鵬   | 《問世間》   | 豪記唱片 |
| 2011年 | 〈粘朝朝〉   | 〈粘朝朝 〉  | 蔡義德   | 《心頭肉》   | 豪記唱片 |

## 外部連結
- 那卡西張蓉蓉Fensi團
- YouTube上的張蓉蓉-夜總會